# نيا كاليكراتيا
ني كاليكراتيا (Νέα Καλλικράτεια) هي مدينة في هالكيديكي في مقاطعة فوريا إلادا في اليونان.